# バハラーム1世
バハラーム1世（Bahram I, ? - 276年）は、サーサーン朝の第4代君主（シャーハーン・シャー、在位：273年 - 276年）。アラビア語・ペルシア語での表記では بهرام Bahrām であり、バハラーム、バフラームと仮名表記される。パフラヴィー語そのものでは wrḥr'n / warhrān（貨幣銘文など）や w'hl'm / wahrām （後代のゾロアスター教文書など）と表記されたため、ワラフラーン、ワルフラーンとも呼ばれる。帝位に就くまではギーラーンの王としてカスピ海南岸一帯を統治していた。

## 低い血統から皇位へ
シャープール1世の碑文、パフラヴィー語の文章によると、バハラーム1世はシャープール1世の次男であると記されている。しかしギリシアの歴史家やアッバース朝時代の歴史家ムハンマド・イブン・ジャリール・アッ＝タバリー の年代記である『諸使徒と諸王の歴史』（Ta'rīkh Rusul wa al-Mulūk）ではホルミズド1世の息子、すなわちシャープール1世の孫になっている。
他の3人の王子（ホルミズド1世、シャープール、ナルセ1世）を生んだ妃と比べ、バハラームを生んだ妃は地位が低かったか妾だったと思われる。4人の王子達の中でもバハラームの扱いは低く、シャープール1世の碑文中、彼の名だけは聖火によって顕彰されていなかった。さらにバハラームが統治するギーラーンは、帝国内でも他の兄弟が赴任したものと比べ地位が低い。諸王の筆頭に位置するアルメニア、帝国首都クテシフォン南方に広がる肥沃なメセネ（en:Mesene）、帝国東方の大部分を掌握するサカに比べ、明らかに戦略的重要性は低かった。
バハラームという名は、神の名前を付けることによって加護を受ける意味合いがあるテオフォリックネーム（en:Theophoric name）である。中世ペルシア語でVarahrän（en:Vahram）は勝利という意味であるが、これは本来ゾロアスター教の神、ウルスラグナ（Vərəθraγna）神の中期ペルシア語形である。ウルスラグナ神はパルティア時代にはメソポタミアを中心にギリシア神話の神ヘラクレスと同一視されていたことが知られている。
確認できる文献で最も早いバハラーム1世への言及はナクシェ・ラジャブの磨崖壁画群での祖父アルダシール1世による戴冠式である。ここではアルダシールとアフラマズダ神の前でより小さい人物として描写されている。そしてVahram神の前でお辞儀をして敬意を表している。同じ様な絵で、イノシシのようなモチーフで印章や王冠に描いている。明らかに勝利のヤザタ（恐らく戦争の勝利を司る英雄神ウルスラグナのことだと思われる）との繋がりを強化しようとする意図であった。
4人の王子達のなかで、バハラームは最も信仰心に厚く、敬虔なゾロアスター教徒として名をはせていた。兄ホルミズド1世が急死したとき、次の皇帝は三男メセネ王シャープールか四男サカ王ナルセが有力であった。血統で劣るバハラームは、マニ教の流行を憂慮するゾロアスター教団と協力することで帝位に就く。
シャープール1世、ホルミズド1世は寛容な宗教政策を取っていたため、マニ教の影響力が強くなりつつあった。ゾロアスター教の最高権力者カルティールは、メセネ王シャープールの支持を得ることに成功し、バハラーム1世がナルセを抑えて後を継いだ。ナルセはその代償としてアルメニア王位についた。
西方国境のアルメニアでローマ帝国と対峙するナルセは、強大な軍を支配下に置いているだけではなく、声望の点でもず抜けていた。彼の動向次第では皇太子バハラームの地位が脅かされないとも限らなかった。そこでメセネ王シャープールの娘と皇太子バハラームを結婚させ、ゾロアスター教団とのつながりを強化し、その地位を磐石なものにした。
低い血統であるバハラームは他の手段によって自己の権威を高めなくてはならず、名声の高い兄ナルセの存在と息子への安定した継承が次のような政策へと繋がった。すなわちゾロアスター教一尊化の始まりとマニ教への弾圧といった状況は彼の政治的環境から生まれたものだといえる。在位期間が短かったということもあるが、パルミラなど対ローマ外交で有力な策を打ち出せなかったことは、強力な軍事指導能力を持つナルセ1世を待望させることになってしまった。

## マニ教の迫害

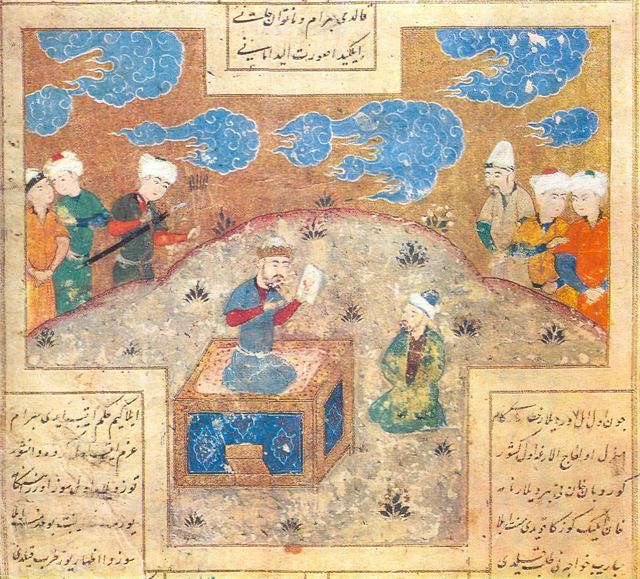
バハラーム1世の前に引き出される預言者マニ
----
16世紀、ミール・アリー・シール・ナヴァーイー作、タシュケント（現ウズベキスタン）

ゾロアスター教団の大神官長（モウベダーン・モウベド）であったカルティールの進言の下、バハラームはマニ教の開祖、預言者マニを死刑にした。マニはシャープール1世に自らの思想を解説した『シャーブフラガーン』（Šābuhrgān）という著作を献納している。天山ウイグル王国時代のトルファンなどから出土したマニ教文書類の断片によれば、マニは刑が執行される前に刑房でそのまま死んだようである。しかし、後世のマニ教徒たちが残した宗教文書類や流布した伝説では、マニの死を殉教譚として誇大に喧伝したり潤色したものも多かったようで、皮をはがされたマニが生きているという噂は残り、アラビア語の逸話集の中にはワラが詰め込まれたマニの皮が、時々シャープールの都市の門の一つに吊るされていた、というものもある。
バハラーム1世の統治政策上、預言者の死刑は必然的にマニ教の迫害へと繋がっていく。マニ教はその当時、比較的良く確立されていた。信教指導者のヒエラルキーが構成され、多くの聖職者によって支えられていた。12使徒、72の司教などからなっていた。彼らの多くがゾロアスター教の聖職者の下に引きだされた。カルティールを中心とした聖職者はマニ教を異端と考え、マニ教の追随者は処刑されるか何らかの罰を受けた。

## 対ローマ帝国政策
ローマ帝国は強力な王シャープール1世の死から、立て続けにホルミズド1世も亡くなったこともあって、バハラーム1世を強力な君主であると認識しなかった。バハラーム1世は対ローマ外交をこなしたとは言えなかった。ローマ領シリア属州南部の境域地帯の主要都市パルミラではセプティミウス・オダエナトゥスの妻ゼノビアが、幼少の息子ウァバッラトゥスをアウグストゥスと称させ、自らはアウグスタと自称すると共にパルミラ帝国の摂政としての地位を確立、ゼノビアはパルミラの領域をローマ帝国が危惧するまで拡大させた。そこでローマ皇帝ルキウス・ドミティウス・アウレリアヌスは、272年にパルミラ討伐の為に親征したことから、ゼノビアはサーサーン朝へ支援を求め、バハラームは部隊を派遣した。しかし、この救援は実らず、ローマとの戦いに敗れたゼノビアはサーサーン朝への亡命を図ったが、ローマとペルシアのリメスとなるユーフラテス川に到達する前にローマ軍に捕縛された。
バハラームはローマ皇帝に和平要請をし、全権公使をローマへ急派する。アウレリアヌスはバハラームの贈り物を受け取り、休戦協定を受諾した。アウレリアヌスがローマで凱旋式を行った274年、ペルシア側の捕虜がなかったにもかかわらず、ペルシア公使は顔を出さなくてはならなかった。この現状に対する部下の不満を抑えるのにバハラームは苦労した。
1年たたずに275年、アウレリアヌスは宣戦布告してサーサーン朝の領土に侵入する。ボスポラスにほぼ到達したとき、秘書の陰謀によってペリントスとビザンティオンの間の小さな駐屯地で、アウレリアヌスは暗殺された。

## 最期
アウレリアヌスの死から1年後の276年、バハラーム1世が死去した。王弟のナルセ1世と当時10歳前半であった王子バハラーム2世との間で不穏な空気が流れた。既にバハラーム1世の生前にバハラーム2世が後継者に指名されていたが、ナルセ1世はこれに激しく反発したためである。しかし、大マグのカルティールや貴族の支持を得たバハラーム2世が新王として即位した。